# 曾維瀚
曾 維瀚（そう いかん、ゼン・ウェイハン、英語: Zeng Weihan、2002年7月29日 - ）は、中華人民共和国の男子バドミントン選手。

## 経歴
ジュニア時代は男子ダブルスでは鄭訓謹や彭建欽とペアを組んでいた。
シニアレベルからは、2歳年上の謝浩南とペアを組む。
2024年2月のアジア団体選手権の決勝で第1ダブルスとして出場。対するマレーシア1番手の、元世界王者アーロン・チア / ソー・ウーイックをファイナルデュースの激戦で破り、圧巻の下克上を果たした。